# 판드
판드(아일랜드어: Fand→눈물) 또는 판(아일랜드어: Fann→무력한 이)은 아일랜드 신화에 등장하는 여성이다.
판드는 얼스터 대계의 〈쿠 훌린의 와병〉의 중요 인물로 등장한다. 그녀는 별세계 사람으로, 에드 아브라트의 딸이고 리 반과 자매이며 마난난의 아내이다.
그녀는 자매 리 반과 함께 물새로 변신해서 새 떼와 함께 날고 있었다. 이때 영웅 쿠 훌린이 새 떼에 돌을 던졌고, 돌이 판드의 깃털을 뚫고 지나갔다. 판드와 리 반은 사람의 모습으로 돌아와 호수가에 내려앉아 쿠 훌린과 만났다. 두 자매는 말채찍으로 쿠 훌린이 쓰러질 때까지 두들겨 팼다. 쿠 훌린은 1년 동안 몸져 누워 자리에서 일어나지 못했다.
나중에 리 반과 쿠 훌린의 마차부 레그가 중간 교섭자가 되어 판드에게 쿠 훌린을 치료해 달라고 한다. 회복한 쿠 훌린은 마지못해 판드와 함께 별세계로 가서 그녀의 적들과 맞서 싸운다. 그러다 판드는 쿠 훌린에게 사랑에 빠지게 된다.
쿠 훌린의 아내 에버르가 이에 질투하여 한 무리의 여자들에게 칼을 쥐여주고 쿠 훌린과 판드를 습격하게 한다. 판드는 에버르가 쿠 훌린에게 어울리는 상대임을 인정하고 그를 떠나 남편 마난난에게 돌아간다. 마난난이 판드와 쿠 훌린 사이에 자신의 안개 망토를 휘날리자 별세계의 두 사람은 사라졌고, 판드와 쿠 훌린은 그 뒤로 만나는 일이 없었다. 쿠 훌린과 에버르는 드루이드들이 만든 물약을 먹고 그때까지의 일을 잊는다.